# Atoma
Albums de Dark Tranquillity
Construct
(2013) Moment
(2020)
Atoma est le onzième album studio du groupe de death metal mélodique suédois Dark Tranquillity, sorti le 4 novembre 2016 sous le label Century Media Records.

## Liste des pistes
| 1.    | Encircled              | 3:32 |
| 2.    | Atoma                  | 4:19 |
| 3.    | Forward Momentum       | 3:40 |
| 4.    | Neutrality             | 4:17 |
| 5.    | Force of Hand          | 4:23 |
| 6.    | Faithless by Default   | 4:30 |
| 7.    | The Pitiless           | 4:08 |
| 8.    | Our Proof of Life      | 4:22 |
| 9.    | Clearing Skies         | 3:33 |
| 10.   | When the World Screams | 3:57 |
| 11.   | Merciless Fate         | 4:22 |
| 12.   | Caves and Embers       | 4:30 |
| 49:33 |                        |      |